# Libuše
Libuše er en "festivalopera" i tre akter af Bedřich Smetana. Librettoen blev oprindelig skrevet på tysk af Josef Wenzig og derefter oversat til tjekkisk af Ervin Spindler. I den tjekkiske myte profeterede Libuše, efter hvem operaen har navn, grundlæggelsen af Prag. Operaen blev komponeret i 1871-1872 til Franz Joseph 1.'s kroning som tjekkisk konge. Dette skete ikke, og Smetana gemte derfor Libuše til åbningen af nationalteatret i Prag, der fandt sted ni år senere den 11. juni 1881. Efter at nationalteatret var nedbrændt, blev et nyt teater åbnet i 1883; åbningsforestillingen var igen Libuše. Den første amerikanske opførelse skal have fundet sted marts 1986 ved en koncert i Carnegie Hall med Eve Queler og Opera Orchestra of New York. 
Kommentatorer har især bemærket operaens festspilslignende karakter og påvirkningen fra Richard Wagner.

## Roller
| Rolle                                               | Stemmetype | Originalbesætning, 11. juni 1881 (Dirigent:) |
| --------------------------------------------------- | ---------- | -------------------------------------------- |
| Dronning Libuše                                     | Sopran     | Marie Sittová                                |
| Den tjekkiske kong Přemysl, en landmand fra Stadice | Baryton    | Josef Lev                                    |
| Chrudoš                                             | Bas        | Karel Čech                                   |
| Sťáhlav, Chrudoš' yngre bror                        | Tenor      | Antonín Vávra                                |
| Krasava                                             | Sopran     | Irma Reichová                                |
| Lutobor,Krasavas far                                | Bas        | František Hynek                              |
| Radmilla, Chrudoš og Sťáhlavs søster                | Alt        | Betty Fibichová                              |
| Radovan                                             | Baryton    | Leopold Stropnický                           |

## Synopsis
Akt I
 
Brødrene Chrudoš og Sťáhlav kæmper om at arve deres fars ejendom; Libuše er dommer. Ifølge tjekkisk ret skal de enten forvalte ejendommen i fællesskab eller dele jorden ligeligt. Ifølge tysk ret, som Chrudoš, den ældste, vil gøre gældende, skal de ældre søskende dog arve hele ejendommen. Libuše bestemmer imidlertid, at jorden skal deles ligeligt, hvilket opbringer Chrudoš, der forlader stedet. Eftersom nogle af hendes mandlige undersåtter, herunder Chrudoš, ikke fuldt ud accepterer tanken om en kvinde som deres hersker, beder Libuše derefter undersåtterne vælge en mand til sig. Da de siger, at hun bør vælge sin ægtefælle selv, kommer det frem, at hun foretrækker den tjekkiske konge, Přemysl, der er landmand. Akten ender med, at undersåtterne bekymrer sig for, om Chrudoš vil komme tilbage for at så splid. 
Akt II
 
Scene 1: En del af årsagen til Chrudoš' dårlige humør viser sig også at ligge i forholdet mellem ham og Krasava. Chrudoš elsker Krasava, som gengælder hans følelser, men mener, at han ikke er helt romantisk nok. Krasava foregiver derfor at være romantisk interesseret i Sťáhlav for at gøre Chrudoš jaloux. Hendes far, Lutobor, hævder sig derefter og kræver, at hun forener de to brødre. Krasava udfordrer Chrudoš til enten at tilgive hende og omfavne hende eller at dræbe hende med sit sværd. Chrudoš vælger tilgivelsen og forsoner sig med Sťáhlav.

Scene 2: Přemysl våger over høsten på sin jord. En kongelig eskorte ankommer derefter ankommer for at bringe ham til dronning Libuše, så de kan blive blive gift. 
Akt III
 
Ved det dobbelte bryllup mellem Libuše og Přemysl på den ene side og Krasava og Chrudoš på den anden hyldes de to par. Přemysl udtænker en list, så Chrudoš undskylder over for dronningen uden at tabe ansigt. I et profetisk øjeblik åbenbarer Libuše derefter sin vision for den tjekkiske nation. 

## Diskografi
- 1949, Alois Klima (dirigent), Prags Radiosymfonikere og Kor, Marie Podvalová, Theodor Šrubař, Karel Kalaš, Beno Blachut, Jaroslav Veverka, Borek Rujan, Ludmila Červinková, Marta Krasova, Miluše Dvořáková, Miloslava Fidlerová, Věra Krilová, Jaroslav Gleich

- Jaroslav Krombholc (dirigent), Orkestret og koret ved nationalteatret i Prag, Naděžda Kniplová, Vaclav Bednar, Věra Soukupová

- 1983, Zdeněk Košler (dirigent), Orkestret og koret ved nationalteatret i Prag, Gabriela Beňačková-Čápová, Václav Zítek, Antonín Švorc, Leo Marian Vodička, Eva Děpoltová

- 1995, Oliver Dohnányi (dirigent), Orkestret og koret ved nationalteatret i Prag, Eva Urbanová, Vratislav Kriz, Ludek Vele, Miloslav Podskalský, Miroslava Volkova, Marie Vesela, Jan Markvart, Miroslav Švejda, Pavel Červinka, Jana Jonášová, Jitka Soběhartová, Helena Kaupová [3]